# Justina Lakin
Justina Lakin, född 15 juni 1969 i Mansfield i England, är en svensk trummis. Hon är uppväxt i Stockholm och utbildad vid Södra Latins gymnasium. Hon erhöll 2015 Musikerförbundets stipendium.

## Karriär
Efter examen 1988 spelade Justina Lakin med ett flertal lokala band i Stockholm, däribland Ladyland. 1991 fick hon jobbet som trummis i Peo Jönis nystartade storband Satin Dolls som 1993–1995 agerade husband i TV-programmet Det kommer mera. Bandet har framträtt med bland andra Charlie Norman, Barbro "Lill-Babs" Svensson, Robert Wells, Roger Pontare, Siw Malmkvist och Lasse Berghagen.
Lakin har medverkat i musikalerna I hetaste laget på Cirkus i Stockholm mellan 1994 och 1996 och Svartbäckens ros på Uppsala Stadsteater åren 1998–1999. Hon har spelat i föreställningarna Jösses flickor - Återkomsten på Stockholms Stadsteater och Snurra min jord en hyllningsföreställning till Lars Forssell på Vasateatern. Hon kom att återvända till Uppsala Stadsteater 2015 i musikföreställningen Sinatra.
Samarbetet med Monica Dominique som började 2006 har resulterat i en rad olika föreställningar på bland annat Stockholms Stadsteater och ett flertal cd-produktioner bland annat BOA med Monica Nielsen och trion DLB.  
Justina Lakin arbetar även med föreläsningar och workshops inom sin genre. 

## Little Jenny & the Blue Beans

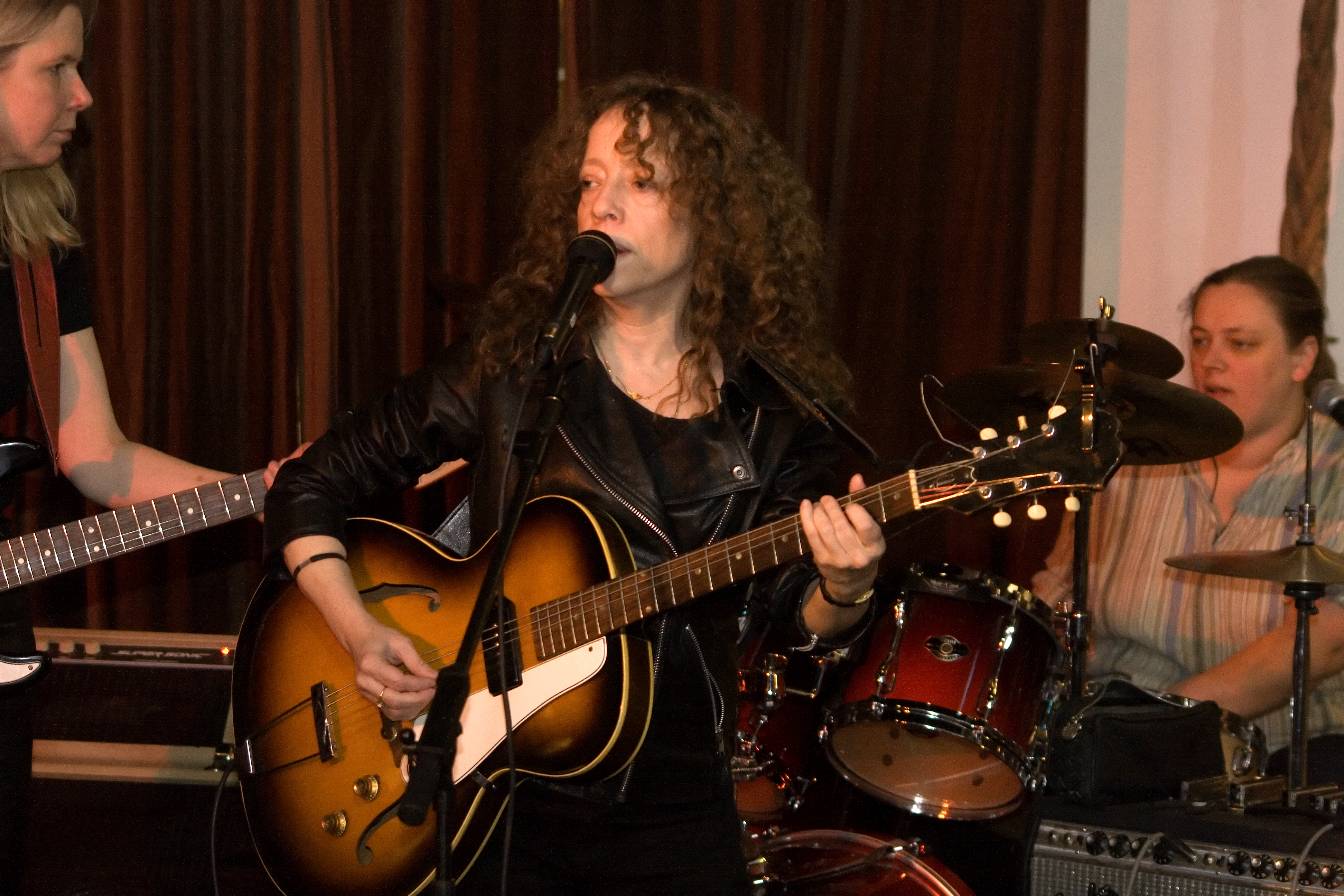
Little Jenny & the Blue Beans, i Falkenberg 2009. Justina Lakin till höger i bild.

År 2001 skapades den konstellation av Little Jenny & the Blue Beans som kom att bli en internationell företrädare för svensk blues. Bandet bestod av Jenny Bohman (sång, munspel, gitarr), Mia Kempff (bas, sång), Lotta Partapuoli (gitarr) och Justina Lakin (trummor); tidigare medlemmar var Marie Martens (bas, sång) och Vivvi Hasselrot (gitarr, sång). Bandet turnerade flitigt i Sverige, England, Frankrike, Tyskland, Belgien, Serbien och våra nordiska grannar inklusive Svalbard och delade festivalscener med bland andra Chuck Berry, The Fabulous Thunderbirds, Sherman Robertson, Deitra Farr och Magic Slim. De gjorde konsertprogram för BBC Radio 2 och SR P4. 
Little Jenny & the Blue Beans gjorde en rad skolkonserter för högstadiet och gymnasium för att inspirera och marknadsföra bluesen. Bandet var aktivt till och med 2009. I november 2010 gick Jenny Bohman bort efter en tids sjukdom.

## Diskografi (urval)
- 1997 – Satin Dolls (Peo Jönis)
- 1998 – Svartbäckens ros[9] (Uppsala Stadsteater)
- 2000 – Live at House of Blues (Junk Yard Kings)
- 2002 – Live! Nefertiti Blues Show (Little Jenny & the Blue Beans)
- 2006 – Jösses flickor – Återkomsten, (Stockholms Stadsteater)
- 2006 – Hot Spicy Dish (Little Jenny & the Blue Beans)
- 2009 – Monica & Monica tolkar Beppe, Olle, Allan (BOA)
- 2009 – Snurra min jord (Vasateatern)
- 2009 – Sommarn som aldrig säger nej (CD-singel)
- 2010 – Mitt livs gemål (CD-singel)
- 2015 – Jag ville dansa med lyckan (Anna Bromée tolkar Édith Piaf)
- 2015 – Girl Talk[10] DLB[11] (Dominique, Lakin Bådal)